# Homalocnemiidae
Famille
Les Homalocnemidae sont une famille de diptères.

## Genres et espèces
Selon Catalogue of Life (19 mai 2019) :
- genre Homalocnemis
  - Homalocnemis adelensis
  - Homalocnemis inexpleta
  - Homalocnemis maculipennis
  - Homalocnemis namibiensis
  - Homalocnemis nigripennis
  - Homalocnemis perspicua
  - Homalocnemis praesumpta